# Kanton Fontenay-sous-Bois-Ouest
Kanton Fontenay-sous-Bois-Ouest is een voormalig kanton van het Franse departement Val-de-Marne. Kanton Fontenay-sous-Bois-Ouest maakte deel uit van het arrondissement Nogent-sur-Marne en telde 25.376 inwoners (1999). 
Het werd opgeheven bij decreet van 17 februari 2014 met uitwerking in maart 2015.

## Gemeenten
Het kanton Fontenay-sous-Bois-Ouest omvatte enkel een deel van de gemeente Fontenay-sous-Bois.